# Phyllotopsis rhodophyllus
Phyllotopsis rhodophyllus är en svampart som först beskrevs av Giacopo Bresàdola, och fick sitt nu gällande namn av Rolf Singer 1936. Phyllotopsis rhodophyllus ingår i släktet Phyllotopsis och familjen Tricholomataceae.   Inga underarter finns listade i Catalogue of Life.
I den svenska databasen Dyntaxa används istället namnet Clitopilus rhodophyllus för samma taxon.  Arten har ej påträffats i Sverige.